# Mitridate, re di Ponto
Mitridate, re di Ponto (tiếng Việt: Mitridate, vua của Ponto) là vở opera của nhà soạn nhạc thiên tài người Áo Wolfgang Amadeus Mozart. Ông sáng tác vở opera này vào năm 1770. Người viết lời cho tác phẩm là Vittorio Amedeo Cigna-Santi. Để có thể làm được điều đó, Cigna-Santi đã dựa vào bản dịch tiếng Ý vở kịch Mithridate (tác giả là Jean Racine) của Giuseppe Parini. Tác phẩm được dàn dựng và trình diễn thành công vào tháng 12 năm 1770 tại Milan, Ý.